# كاثرين أميرة ويلز
كاثرين أميرة ويلز (بالإنجليزية: Catherine, Princess of Wales) (كاثرين إليزابيث ميدلتون يوليو 1982)، أميرة بريطانية، زوجة الأمير ويليام وريث العرش البريطاني وولي العهد.
ولدت كاثرين في ريدينغ، ونشأت في بوكلبوري في مقاطعة باركشير الإنجليزية. تلقت تعليمها في مدرسة سانت أندرو وكلية مارلبورو قبل أن تدرس تاريخ الفن في جامعة سانت أندروز في اسكتلندا، حيث التقت بالأمير ويليام في عام 2001. شغلت العديد من الوظائف في البيع بالتجزئة والتسويق وواصلت الأعمال الخيرية قبل الإعلان عن خطوبتهما في نوفمبر 2010. تزوجت من ألامير وليام في 29 أبريل 2011 في وستمنستر أبي، أنجبت ثلاثة أطفال: الأمير جورج والأميرة شارلوت والأمير لويس وهم في الترتيب الثاني والثالث والرابع على التوالي في خط خلافة العرش البريطاني.
ترعى أميرة ويلز أكثر من عشرين منظمة خيرية وعسكرية، بما في ذلك كل من أكشن فور تشيلدرين وسبورتس إيد ومعرض اللوحات القومي. وتعمل على تنفيذ مشاريع عديدة بالاعتماد على المؤسسة الملكية، إضافةً إلى عملها الخيري الذي يركز على القضايا التي تُعنى بمشاكل الأطفال الصغار والإدمان والفن. أطلقت كاثرين حملة «هيدز توغيذر»، مع دوق كامبريدج والأمير هاري في أبريل 2016، للتوعية بالصحة النفسية ولتشجيع الناس على الانفتاح حول قضايا صحتهم النفسية. أشارت وسائل الإعلام إلى تأثير كاثرين على الأزياء البريطانية والأمريكية بما يُعرف بـ «تأثير كيت ميدلتون»، إذ اختارتها مجلة تايم في عامي 2012 و2013 ضمن قائمة أكثر 100 شخصية تأثيرًا في العالم. حصلت كاثرين على لقب أميرة ويلز رسميا عندما منح الملك تشارلز الثالث بعد توليه العرش لقب أمير ويلز لإبنه الأمير ويليام.

## النشأة والتعليم والحياة المهنية
ولدت كاثرين إليزابيث ميدلتون في 9 يناير 1982 في مستشفى رويال بيركشاير في ريدنغ في عائلة من الطبقة الوسطى العليا. تم عمادها في كنيسة سانت أندرو في برادفيلد المحلية في 20 يونيو 1982. والدها مايكل ميدلتون كان منسق رحلات طيران ووالدتها كارول (التي كانت تدعى جولدسميث) كانت مضيفة طيران في الخطوط الجوية البريطانية وهي الأكبر بين أخوتها الثلاثة. في عام 1987 أسست والدتها شركة بارتي بيسز وهي شركة طلب بريدي خاصة تبيع لوازم الحفلات والزينة. بعد تقاعد والدتها وبيع حصتها الكبرى واجهت إدارة الأعمال الجديدة في ذلك الوقت صعوبات بعد إلغاء الكتالوج الفصلي للمنتجات. تم إنقاذ شركة بارتي بيسز بعد ذلك من الإفلاس في عام 2023 من قبل رجل الأعمال المليونير جيمس سنكلير.
في أوائل القرن العشرين ناسبت عائلة ميدلتون النبلاء البريطانيين واستفادت ماليا من الأموال التي أنشأوها قبل قرن من الزمان. لعب أقاربها من عائلة ميدلتون بما في ذلك جداها نويل وأوليف ميدلتون دور المضيفين لأفراد العائلة المالكة البريطانية في الفترة من العشرينات حتى الأربعينات. عائلة والدتها كانوا يعملون كعمال في مناجم الفحم ووصفت بأنها طبقة عاملة. لديها شقيقة أصغر سنا تدعى فيليبا وشقيق أصغر سنا يدعى جيمس.
انتقلت العائلة من برادفيلد ساوثند في بيركشاير إلى عمان عاصمة الأردن في مايو 1984 حيث التحقت كاثرين بحضانة تعليمية باللغة الإنجليزية. عندما عادت عائلتها إلى بركلي في سبتمبر 1986 عندما كانت تبلغ من العمر 4 سنوات تم تسجيلها في مدرسة سانت أندروز وهي مدرسة خاصة قرب بانغبورن في بيركشاير. مكثت في المدرسة الداخلية جزئيا في السنوات اللاحقة. في عام 1995 انتقلت عائلتها إلى قرية بكلبري حيث درست في مدرسة داون هاوس. كانت كاثرين متواجدة في كلية مارلبورو وهي مدرسة داخلية مشتركة في ويلتشير حيث أظهرت موهبة في الرياضة وكانت قائدة فريق هوكي الميدان للسيدات. حصلت على ثلاثة شهادات في المستوى A في عام 2000 حيث حصلت على درجة 'A' في الرياضيات ودرجة 'A' في الفن ودرجة 'B' في اللغة الإنجليزية.
على الرغم من تلقيها عرضا للالتحاق بجامعة إدنبرة قررت كاثرين أخذ سنة استراحة للدراسة في المعهد البريطاني في فلورنسا بإيطاليا والسفر إلى تشيلي للمشاركة في برنامج رالي الدولي. عملت كمساعد على متن سفينة في ميناء ساوثهامبتون في الصيف قبل الالتحاق بالجامعة. سجلت بعد ذلك في جامعة سانت أندروز في فيف باسكتلندا لدراسة تاريخ الفن. درست بشكل موجز علم النفس قبل التركيز بشكل كامل على تاريخ الفن. عملت بدوام جزئي كنادلة أثناء دراستها. أثناء تواجدها في الجامعة حصلت على جائزة دوق إدنبرة الذهبية. كانت كاثرين عضوا نشطا في نادي لامسدن الذي ينظم جمعيات تبرعات ومشاريع مجتمعية سنويا. في عام 2005 تخرجت من جامعة سانت أندروز بدرجة البكالوريوس في تاريخ الفن بتقدير ممتاز من الدرجة الثانية.
في نوفمبر 2006 بدأت ميدلتون العمل بدوام جزئي لمدة اثني عشر شهرا كمشترية للإكسسوارات في سلسلة الملابس جيجسو. في عام 2007 قامت بتنظيم معرض للتصوير الفوتوغرافي بمناسبة إطلاق كتاب "وقت الانعكاس" لألستير موريسون لجمع التبرعات لصالح اليونيسف. في عام 2008 قامت ميدلتون بعدة زيارات إلى مستشفى ناومي هاوس هوسبيس حيث قدمت الهدايا وقرأت للأطفال. في نفس العام نظمت حفلة تجمع فيها الرولر ديسكو بطابع الثمانينيات لجمع التبرعات حيث تم جمع 100,000 جنيه إسترليني تم توزيعها بين مستشفى أطفال أكسفورد لبناء وحدة توم لعلاج سرطان الأطفال ومنظمة Place2Be التي تقدم الاستشارات الصحية النفسية لتلاميذ المدارس. كما عملت حتى يناير 2011 في شركة العائلة في تصميم وإنتاج الكتالوجات والتسويق والتصوير. أثناء عملها في الشركة قامت بإطلاق العلامة التجارية للأطفال الصغار وبدأت العمل مع مؤسسة ستارلايت للأطفال التي تساعد الشباب المصابين بأمراض مستعصية وتوفر الأشياء الأساسية لحفلات الأطفال المرضى. كما ساعدت ميدلتون في تنسيق حفلة بودلز بوكسينج بول التي جمعت التبرعات للجمعية الخيرية. قبل زواجها عاشت في شقة تملكها والديها في تشيلسي بلندن مع شقيقتها.

## حياتها الشخصية

### علاقتها المبكرة بالأمير ويليام
في عام 2001، التقت ميدلتون بالأمير ويليام عندما كانا طالبين في سانت سالفاتور هول بجامعة سانت أندروز. وفقًا لأحد المصادر، لفتت ميدلتون انتباه ويليام في عرض أزياء خيري في الجامعة عام 2002 عندما ظهرت على خشبة المسرح مرتدية فستانًا من الدانتيل. يُشار إلى أن الثنائي بدأ المواعدة عام 2003. خلال العام الثاني من مواعدتهما، سكنت ميدلتون في شقة مشتركة مع ويليام واثنين من الأصدقاء. من عام 2003 إلى عام 2005، أقام كلاهما في بالغوف هاوس بمزرعة ستراثتاريوم مع اثنين من زملائه. في عام 2004، انفصل الثنائي لفترة وجيزة وسرعان ما ارتبطا مجددًا لتستمر بذلك علاقتهما.
بعد تخرجها، تعرضت ميدلتون وعائلتها لرقابة مكثفة في أوساط الصحافة الشعبية. اعتاد المصورون التقاط صورها يوميًا خارج شقتها ومكان عملها خلال فترة علاقتهما. أصدر القصر الملكي العديد من التحذيرات للصحافة بهذا الشأن فضلًا عن محامي ميدلتون. في 15 ديسمبر 2006، حضرت ميدلتون استعراض موكب تخرج ويليام في أكاديمية ساندهيرست العسكرية الملكية. أنهى الثنائي علاقتهما في أبريل 2007. في يوليو 2007، حضرت ميدلتون حفلًا موسيقيًا أُقيم لذكرى الأميرة ديانا برفقة عائلتها، حيث جلست على بعد صفين من ويليام. أُشير إلى أن الثنائي تصالح لاحقًا. في 17 مايو 2008، حضرت ميدلتون حفل زفاف ابن عم ويليام، بيتر فيليبس وأوتوم كيلي نيابة عن ويليام، حيث التقت بالملكة إليزابيث للمرة الأولى.
في يونيو 2008، حضرت ميدلتون موكب فرسان الرباط في قلعة وندسور، حيث أصبح الأمير ويليام فارس رباط ملكي. في 19 يوليو 2008، جرت دعوتها إلى حفل زفاف الليدي روز وندسور وجورج غيلمان. كان الأمير ويليام في مهمة عسكرية في منطقة البحر الكاريبي، حيث خدم على متن سفينة إتش إم إس آيرون دوك. في يونيو 2010، انتقل الثنائي للعيش في منزل ريفي بمزرعة بودوغران في أنغلزي، ويلز، حيث أقام الأمير ويليام خلال تدريبه على البحث والإنقاذ في سلاح الجو الملكي البريطاني ومهنته اللاحقة.

### زواجها وأطفالها
في أكتوبر 2010، تمت خطبة ميدلتون والأمير ويليام في كينيا، خلال رحلة دامت 10 أيام إلى محمية ليوا وايلد لايف للاحتفال باجتياز ويليام دورة البحث والإنقاذ التابعة لسلاح الجو الملكي البريطاني. أعلن كلارنس هاوس خطبتهما في 16 نوفمبر 2010. أعطى الأمير ويليام ميدلتون خاتم الخطوبة الذي يخص والدته، ديانا، أميرة ويلز. قررت ميدلتون، التي جرى تعميدها عندما كانت طفلة، أن تُثبّت في كنيسة إنجلترا قبل زفافها. في 10 مارس، أجرى أسقف لندن عملية التثبيت في قصر سانت جيمس بحضور عائلتها وويليام.
في 29 أبريل 2011، تزوج الثنائي في دير وستمنستر والذي يصادف يوم القديسة ميدلتون، وأُعلن اليوم عطلة مصرفية في المملكة المتحدة. بلغ عدد مشاهدي حفل الزفاف حول العالم نحو 300 مليون أو أكثر، بينما شاهد 26 مليون شخص الحدث مباشرة في بريطانيا وحدها. صممت ساره بيرتون التي تعمل لصالح دار أزياء ألكسندر مكوين فستان زفاف ميدلتون. عند زواجها، مُنحت ميدلتون لقب «صاحبة السمو الملكي دوقة كامبريدج». مُنح الزوجان المنزل الريفي، آنمير هول، في مزرعة ساندرنينغهام، هدية زفاف من الملكة. تربي ميدلتون النحل على أرض آنمير هول. بعد زواجهما في عام 2011، اتخذ الزوجان من منزل نوتنغهام مقر إقامة لهما في لندن. في عام 2013، انتقل الزوجان إلى شقة مكونة من أربعة طوابق ومؤلفة من 20 غرفة في قصر كنسينغتون. استغرقت التجديدات 18 شهرًا بتكلفة 4.5 مليون جنيه إسترليني. أصبح قصر كنسينغتون المقر الرئيسي لإقامة ويليام وميدلتون في عام 2017، وانتقلا من منزلهما الريفي، آنمير هول. في عام 2022، أُعلن أن الزوجين سينتقلان مع أطفالهما إلى منزل أديليد في وندسور.
في 3 ديسمبر 2012، أعلن قصر سانت جيمس أن ميدلتون حامل بطفلها الأول. أُعلن عن حملها في وقت أبكر مما هو مقرر بسبب إدخالها إلى مستشفى الملك إدوارد السابع وهي تعاني من فرط التقيؤ المصاحب لغثيان الصباح. بقيت في المستشفى مدة ثلاثة أيام. ولد الأمير جورج في مستشفى سانت ماري بلندن في 22 يوليو 2013. تكرر شعور ميدلتون بغثيان الصباح الحاد طيلة فترات حملها اللاحقة، ما أرغمها على إلغاء ارتباطاتها الرسمية. أنجبت الأميرة شارلوت في 2 مايو 2015 والأمير لويس في 23 أبريل 2018. يحتل الأمير جورج المرتبة الثالثة في خط خلافة العرش البريطاني، تليه الأميرة شارلوت والأمير لويس في المرتبتين الرابعة والخامسة على التوالي تبعًا لأوقات ولادتهما. يمتلك ويليام وميدلتون كلبين من فصيلة كوكر سبانيلز الإنجليزي، وأطلقا اسمي لوبو وأورلا عليهما.

### الصحة
دخلت كاثرين مستشفى لندن كلينيك في يناير 2024 حيث أجرت عملية جراحية في البطن بسبب حالة طبية لم يتم الكشف عنها. نظرا للإجراء الطبي وفترة التعافي قامت بتأجيل جميع الالتزامات العامة والواجبات الرسمية حتى بعد عيد الفصح في ذلك العام. أثارت ظروف غياب كاثرين تكهنات ونظريات المؤامرة وجذبت التعليقات في الصحافة، في 22 مارس 2024 أعلنت الأميرة كيت إنها مصابة بالسرطان وتتعالج منه و إنها تخضع لعلاج كيماوي وقائي وأن المرض لا علاقة له بالجراحة التي أجرتها سابقا بالمعدة.

## العلاقة مع الأمير ويليام والزواج
التقت مع الأمير ويليام أثناء دراستهما في جامعة سانت أندروز، واهتمت وسائل الإعلام بعلاقتهما. وفي يوم 16 نوفمبر 2010 تم الإعلان عن خطبتهما والتي كانت قد تمت في شهر أكتوبر من عام 2010 خلال قضائهما عطلة خاصة في كينيا.
وأقيمت مراسم الزفاف في 29 أبريل 2011، وقد منحتها الملكة إليزابيث الثانية مع زوجها الأمير ويليام لقب دوقة ودوق كامبريدج.

## الحياة العامة

### دوقة كامبريدج
أول ظهور علني لميدلتون مع ويليام بعد إعلان خطوبتهما في نوفمبر 2010 كان في حدث جمع تبرعات نظمته جمعية صندوق سرطان المراهقين في ديسمبر 2010. تم تقديمها رسميا للحياة العامة في 24 فبراير 2011 عندما حضر الثنائي مراسم تسمية قارب الإنقاذ في ترياردير بالقرب من منزلهما آنذاك في أنغلسي شمال ويلز. في اليوم التالي ظهرا في سانت أندروز لافتتاح احتفالات الذكرى السنوية الـ600 للجامعة. في مارس 2011 قام الثنائي بجولة في بلفاست. أقامت كاثرين أول حدث رسمي لها بعد زفافها في مايو عندما التقت هي وويليام بباراك وميشيل أوباما في قصر باكنغهام. جرت أول جولة ملكية لويليام وكاثرين في كندا في يوليو 2011. وشملت أنشطة الثنائي حضور احتفالات يوم كندا. كانت رحلة الجولة التي استغرقت يومين إلى كاليفورنيا هي أول زيارة لكاثرين للولايات المتحدة. في أكتوبر 2011 شاركت في أول حدث فردي لها في حفل استقبال لجمعية إن كايند داريكت (في النوع المباشر) استضافته في قصر كلارنس حيث حلت محل الأمير تشارلز.

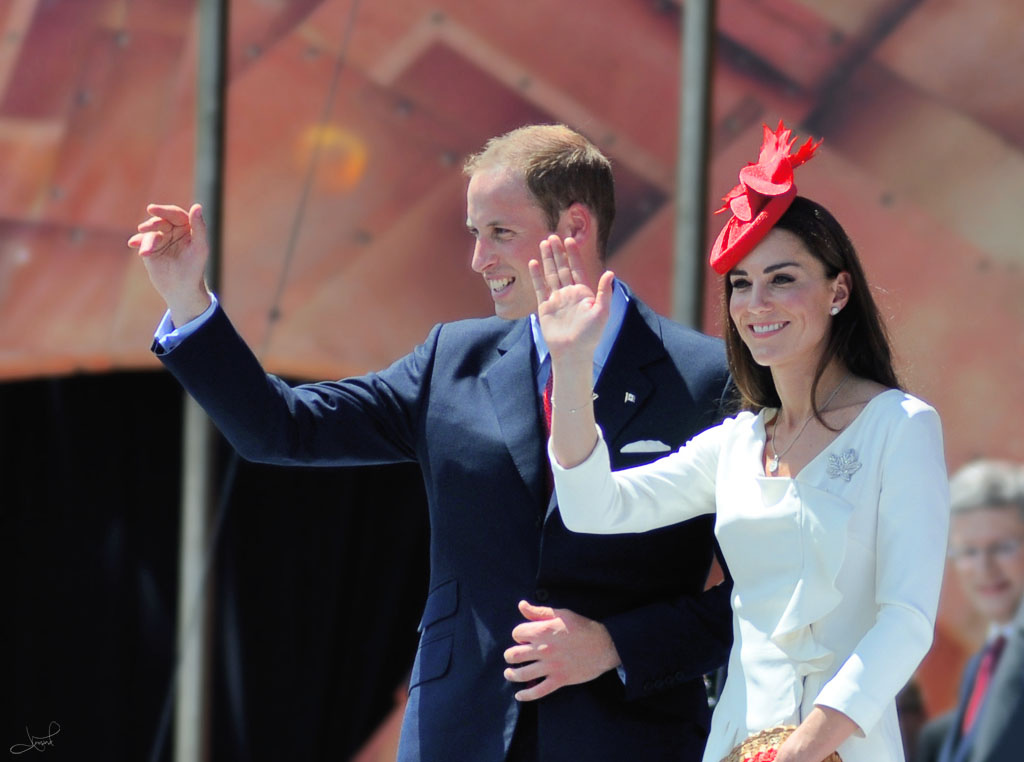
مع ويليام في أوتاوا خلال أول جولة ملكية لهما في كندا عام 2011.

في نوفمبر 2011 قامت كاثرين وويليام بزيارة قسم إمدادات اليونيسيف للأطفال الذين يعانون من سوء التغذية في كوبنهاغن عاصمة الدنمارك. في يوم القديس باتريك في عام 2012 قامت بتقديم الشماريخ التقليدية للحرس الأيرلندي في قاعدتهم بألدرشوت في أول مشاركة عسكرية منفردة لها. في 19 مارس من ذلك العام ألقت كاثرين أول خطاب علني لها في افتتاح دار رعاية للأطفال تحمل تبعية لها "دور رعاية الأطفال في شرق أنجليا". تم الإعلان عن ويليام وكاثرين كسفراء لدورة الألعاب الأولمبية الصيفية في لندن 2012. كجزء من دورها حضرت كاثرين العديد من الأحداث الرياضية خلال دورة الألعاب الأولمبية الصيفية. في سبتمبر 2012 قام الثنائي بجولة في سنغافورة وماليزيا وتوفالو وجزر سليمان للاحتفال بالذكرى الماسية لإليزابيث الثانية في الكومنولث. خلال هذه الزيارة الخارجية ألقت أول خطاب رسمي لها في الخارج أثناء زيارة دار رعاية في ماليزيا مستفيدة من تجربتها كراعية لدور رعاية الأطفال في شرق أنجليا. حضر الثنائي احتفالات إضافية بالذكرى الماسية طوال العام بما في ذلك موكب نهر التماسيح في يوليو.
أول حدث قامت كاثرين به بعد ولادة الأمير جورج كان في 30 أغسطس 2013 حيث رافقت ويليام للاجتماع بالعدائين الذين يستعدون لسباق طويل المدى في أنغلسي. في بداية مارس 2014 تم الإعلان عن مشاركة الثنائي لابنهما في جولة قادمة إلى نيوزيلندا وأستراليا من 16 إلى 25 أبريل. شمل جدول الجولة زيارة جمعية بلانكيت للأطفال وزيارة المناطق المتضررة من الحرائق في نيو ساوث ويلز. في يونيو 2014 قام الثنائي بزيارة فرنسا لحضور حدث يحتفل بمرور 70 عاما على مراسيم إنزال النورماندي في شاطئ غولد بيتش. في يوليو 2014 تم الإعلان عن أن كاثرين ستقوم بأول رحلة فردية لها حيث ستزور مالطا في سبتمبر 2014 عندما كانت الجزيرة تحتفل بالذكرى الخمسين للاستقلال. تم إلغاء رحلتها بعد إعلان حملها الثاني في بداية سبتمبر وحل زوجها محلها. في ديسمبر 2014 قام الثنائي بزيارة الولايات المتحدة وحضرا عشاءا خيريا في متحف المتروبوليتان للفنون.

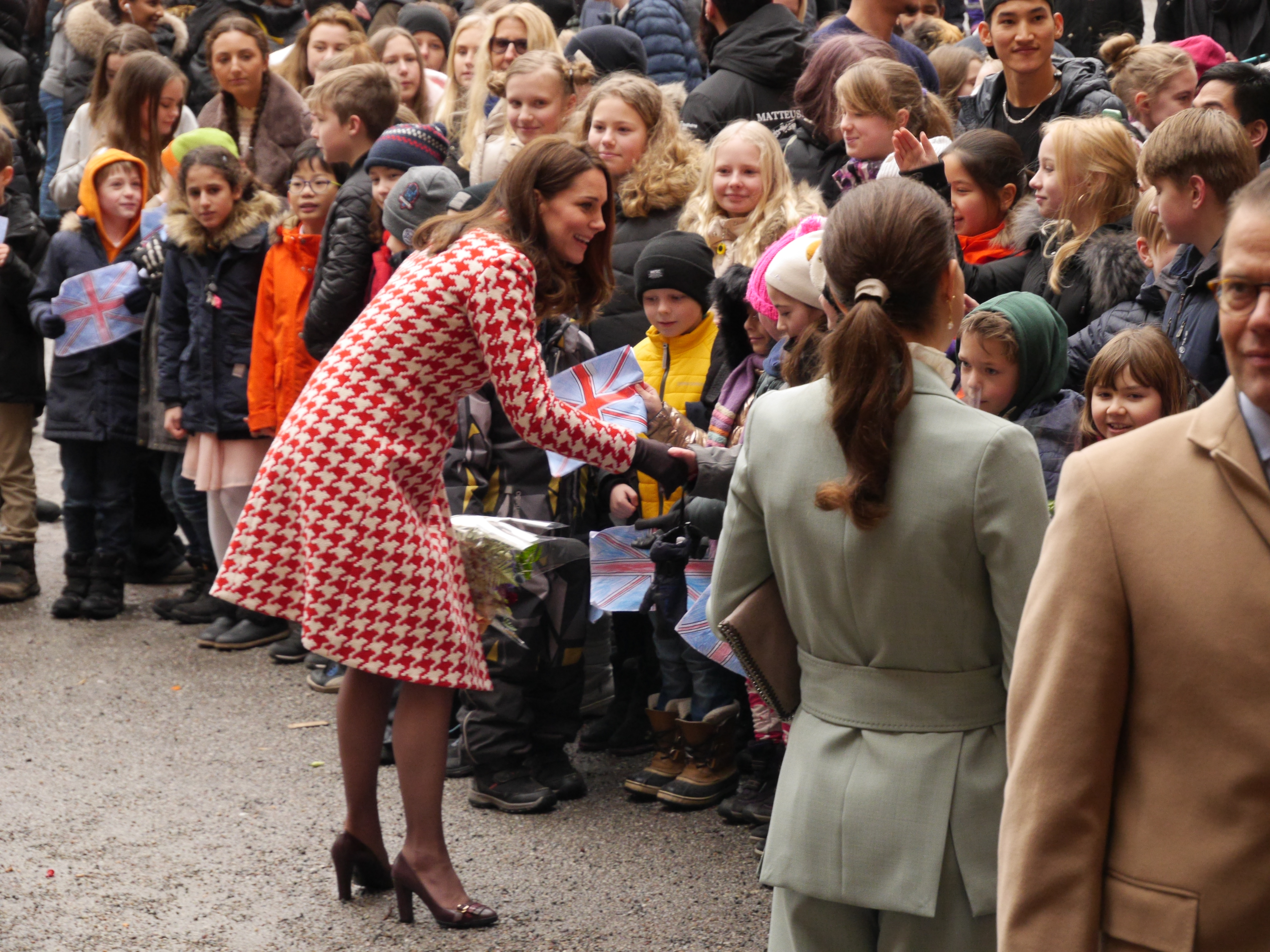
خلال زيارة رسمية إلى ستوكهولم بالسويد، في عام 2018.

في أكتوبر 2015 حضرت كاثرين أول حفل عشاء رسمي لها في قصر باكنغهام الذي استضاف فيه الرئيس الصيني شي جين بينغ. في أبريل 2016 قامت هي وويليام بجولة في الهند وبوتان. شملت الأنشطة زيارة جمعيات خيرية للأطفال مثل "خط المساعدة للأطفال في الهند" بالإضافة إلى زيارة قصر لينكانا. في نفس الشهر التقي الثنائي مرة أخرى بأوباما في قصر كنسينغتون. قام الثنائي بجولة جديدة في كندا في سبتمبر 2016. في 11 أكتوبر 2016 قامت كاثرين بأول رحلة فردية لها إلى هولندا. البلدان التي زارها الثنائي في عام 2017 تشمل فرنسا وبولندا وألمانيا وبلجيكا. من المعروف أن كاثرين تلتقط صورا رسمية لأطفالها وانضمت إلى الجمعية الملكية للتصوير الفوتوغرافي في عام 2017. قامت بزيارة مدينة لوكسمبورغ في مايو 2017 بمناسبة احتفالات معاهدة لندن. في يناير 2018 قام الثنائي بزيارة السويد والنرويج. في فبراير 2019 قام ويليام وكاثرين بزيارة لأيرلندا الشمالية استمرت يومين حيث زاروا بلفاست وفيرمانا وباليمينا.
في يونيو 2019 قامت كاثرين بتلقي التحية الملكية الأولى التي تلقاها عادة الملكة في حفل بيتينغ ريتريت العسكري. رافقت زوجها في جولة في باكستان في أكتوبر 2019 وكانت زيارة العائلة الملكية الأولى للبلد منذ 13 عاما. أجرا الثنائي مقابلة لشبكة سي إن إن في لاهور أثناء زيارتهما لقرية أطفال سوس حيث ألقت كاثرين خطابا يتعلق بعملها في سنوات الطفولة المبكرة. في مارس 2020 قام الثنائي بجولة استغرقت ثلاثة أيام في أيرلندا حيث زارا مقاطعة ميث وكيلدير وغالواي. في أكتوبر 2020 التقى ويليام وكاثرين الرئيس الأوكراني فولوديمير زيلينسكي والسيدة الأولى أولينا زيلينسكا في قصر باكنغهام وهذا هو أول ارتباط ملكي يتم عقده في الإقامة منذ بداية جائحة كورونا. في ديسمبر من ذلك العام قام الثنائي بجولة استغرقت ثلاثة أيام في إنجلترا واسكتلندا وويلز عبر القطار الملكي البريطاني "لتكريم العمل الملهم الذي يقوم به الأفراد والمنظمات والمبادرات في جميع أنحاء البلاد" في عام 2020. عبّر بوريس جونسون عن دعمه للمبادرة في حين انتقدت رئيسة وزراء اسكتلندا نيكولا ستارجن الجولة مشيرة إلى قيود السفر وتم استشارة حكومات المملكة المتحدة واسكتلندا وويلز قبل التخطيط للجولة. في مايو 2021 عاد الثنائي إلى اسكتلندا لجولة واسعة في إدنبرة وفايف وجزر أوركني. في كورنوال في 11 يونيو 2021 حضر وليام وكاثرين قمة مجموعة السبع للمرة الأولى. زارت كاثرين طلاب المدارس الابتدائية إلى جانب جيل بايدن وشاركت في نقاش مستدير حول التعليم في مرحلة الطفولة المبكرة.
في فبراير 2022 قامت كاثرين بزيارة الدنمارك للتعرف على خطط البلاد للتنمية الاجتماعية والعاطفية للشباب وأيضا للاحتفال بإنجازات ملوك البلدين. في مارس 2022 قامت هي ووليام بجولة في بليز وجزر البهاما وجامايكا للاحتفال بالذكرى السنوية الستين لعهد الملكة إليزابيث الثانية.

### أميرة ويلز
توفيت الملكة إليزابيث الثانية في 8 سبتمبر 2022 وخلفها حما كاثرين الأمير تشارلز الثالث. في اليوم التالي تم تعيين ويليام كأمير ويلز من قبل والده مما جعل كاثرين تصبح أميرة ويلز. في 27 سبتمبر 2022 قامت كاثرين وويليام بزيارة أنجلسي وسوانسي وهي تعتبر أول زيارة لهما لويلز منذ أصبحا أميرة وأمير ويلز. في 9 فبراير 2023 قاما بزيارة فالموث وهي تعتبر أول زيارة لهما للمنطقة منذ أصبحا دوق ودوقة كورنوول.

## أعمالها الخيرية

### المؤسسات التي ترعاها
أنشأت كاثرين وزوجها، صندوق هدايا ترعاه مؤسسة الأمير ويليام والأمير هاري للسماح للمهنئين الذين يريدون منحهم هدية زفاف بالتبرع بالمال للجمعيات الخيرية التي يهتمون بها بدلًا من ذلك. ودعم صندوق الهدايا هذا 26 جمعية خيرية من اختيار دوق ودوقة كامبريدج، بما فيها جمعيات معنية بالقوات المسلحة والأطفال والمسنين والفنون والرياضة والحماية. تم تغيير اسم مؤسسة الأمير وليام والأمير هاري إلى المؤسسة الملكية لدوق ودوقة كامبريدج والأمير هاري، عرفانًا لمساهمة كاثرين في هذه المؤسسة الخيرية؛ المدرجة اليوم تحت اسم المؤسسة الملكية لدوق ودوقة كامبريدج.
يركز العمل الخيري لدوقة كامبريدج بشكل أساسي على القضايا التي تُعنى بالأطفال الصغار والإدمان والفن. وعُرف تأثير كاثرين على التبرعات الخيرية وبروز هذا التوجه باسم «تأثير كيت». ترعى كاثرين العديد من الجمعيات والمؤسسات بما فيها ذا أرت روم، ومعرض اللوحات القومي، وإيست أنجلياز تشيلدرين هوسبيس، وأكشن أون أديكشن، وبليس تو بي، ومتحف التاريخ الطبيعي، ومركز آنا فرويد، وسبورتس إيد، وصندوق 1851. تهتم الدوقة، باعتبارها خريجة من كلية تاريخ الفن، بالفن واختارت ذا أرت روم، التي «تساعد الأطفال المحرومين على التعبير عن أنفسهم» من خلال العلاج بالفن، ومعرض اللوحات الوطني. وبصفتها راعية «أكشن أون أديكشن»، زارت الدوقة أحيانًا بعض مراكز هذه المؤسسة، وقضت وقتًا مع المدمنين المتعافين. وتُعد الدوقة الراعي المشترك لـ ما يُعرف بـ 100 امرأة في المبادرات الخيرية لصندوق التحوط، جنبًا إلى جنب مع الأمير ويليام والأمير هاري. كانت كاثرين أيضًا قائدة متطوعة محلية مع جمعية الكشافة في شمال ويلز، والتي ترعاها الملكة لتقديم أنشطة لأكثر من 400 ألف شاب وشابة في المملكة المتحدة، قبل أن تصبح رئيسةً مشاركةً فيها في سبتمبر 2020، جنبًا إلى جنب مع دوق كينت.
أطلقت كاثرين مع دوق كامبريدج والأمير هاري في عام 2012 بعد أولمبياد ذاك العام برنامج كوتش كور، لتوفير فرص التدريب المهني للأشخاص الذين يرغبون في العمل بمهنة التدريب الاحترافي. وأطلقت الدوقة جنبًا إلى جنب مع منظمة أكشن أون أديكشن في أكتوبر 2012، برنامج إم باكت (الخاص بالآباء والأطفال معًا)، وهو أحد البرامج البريطانية الوحيدة التي تركز بشكل خاص على تأثير إدمان المخدرات على الأسر. درّب البرنامج 283 متطوعًا من منظمة بليس تو بي للوصول إلى أكثر من 26 ألف طفل. وتولت كاثرين رعاية منظمة كاديت لسلاح الجو الملكي المعنية بالشباب الذين تتراوح أعمارهم بين 12 و19 عامًا في ديسمبر 2015 ن بعد أن سلم دوق إدنبرة رعاية المنظمة لكاثرين رسميًا خلال اجتماع في قصر باكنغهام، بعد أن كان راعيًا لها لمدة 63 عامًا.
تبرعت كاثرين بخصلات شعرها في يناير 2018 إلى مؤسسة ليتل برينسيس ترست، وهي مؤسسة خيرية تصنع الباروكات للأطفال المصابين بالسرطان. وأصبحت الدوقة راعية للكلية الملكية لأطباء النساء والتوليد في فبراير 2018. أطلقت أيضًا حملة التمريض الآن، وهي حملة عالمية مدتها ثلاث سنوات لزيادة الوعي العام فيما يتعلق بقضايا الممرضات. وكتبت عن ارتباط عائلتها بمجال التمريض، وعن كون جدتها فاليري ميدلتون وجدتها الكبرى أوليف ميدلتون ممرضات في إيه دي للصليب الأحمر البريطاني. استضافت الدوقة ندوةً مع الجمعية الملكية للطب في مارس 2018، ركزت فيها على صحة الأطفال، وأطلقت مبادرة دعم التدخل المبكر التي زادت الوعي بالقضايا المتنوعة بما فيها الشباب والأمهات ومشاكل الصحة النفسية، وكذلك المشكلات المرتبطة بدعم الوالدين والتعليم. خلال جائحة كوفيد-19 قامت كاثرين بالعديد من الفعاليات الشخصية والافتراضية لدعم العاملين في الخدمة الوطنية للصحة. قامت بتطوعها بشكل سري مع هيئة الخدمات الصحية الوطنية خلال جائحة كوفيد-19.
تصف كاثرين نفسها بأنها "هاوية مصورة متحمسة" وقد التقطت صورا رسمية لأطفالها بالإضافة إلى أفراد آخرين من العائلة الملكية. في عام 2019 قدمت الدعم لورش عمل نظمتها الجمعية الملكية للتصوير الفوتوغرافي بالتعاون مع جمعية العمل من أجل الأطفال لتسليط الضوء على تأثير التصوير الفوتوغرافي في التعبير عن الأفكار لدى الشباب. بصفتها الراعية للجمعية الملكية للتصوير الفوتوغرافي شاركت كاثرين ومصورون آخرون في معرض يحتفل بمرور 75 عاما على انتهاء المحرقة. تم تضمين صور التي التقطتها كاثرين لناجين من المحرقة لاحقا في معرض في متحف الحرب الإمبراطوري. قامت كاثرين بتنسيق معرض للتصوير الفوتوغرافي الفيكتوري في الهيئة الوطنية للصورة مع تركيز موضوعي على الطفولة. في مايو 2020 أطلقت مشروعا بعنوان "احتفظ بالهدوء" لتوثيق حياة الناس خلال فترة الإغلاق وقد حصل المشروع على أكثر من 31,000 مشاركة. في يوليو 2020 تم عرض المعرض وتم عرض الصور النهائية التي بلغت 100 صورة على الإنترنت. في أكتوبر 2020 تم عرض الصور على 112 موقعا عاما بما في ذلك لوحات الإعلانات والجدران والملصقات في 80 بلدة ومدينة. حقق المعرض الإلكتروني أكثر من 5.2 مليون مشاهدة للصفحات. تم نشر الصور في كتاب بعنوان "احتفظ بالهدوء: صورة لأمتنا في عام 2020" في 7 مايو 2021 وتضمن كلمة مقدمة من كاثرين.
في مايو 2021 تلقت كاثرين جرعتها الأولى من لقاح كوفيد-19 من قبل طاقم الخدمة الوطنية للصحة في متحف العلوم في لندن وشجعت على استخدام اللقاح وشكرت العاملين على "المشاركة في عملية النشر". في أكتوبر 2022 أصبحت كاثرين الراعية لبريت تشاندي ضابط الطب العسكري في الجيش البريطاني التي هدفت إلى إكمال رحلة منفردة تبلغ 1000 ميل في القطب الجنوبي بعد إنهاء رحلة بلغت 700 ميل في القارة في وقت سابق من ذلك العام.
تستضيف كاثرين حفلة تراتيل عيد الميلاد في كاتدرائية وستمنستر بشكل سنوي تحت عنوان "معا في عيد الميلاد" منذ ديسمبر 2021. حفلة العام 2021 تكرم أولئك الذين قدموا مساهمات كبيرة خلال جائحة كوفيد-19. في عام 2022 تم تكريس الحدث لتكريم جهود الأفراد والعائلات والمجتمعات في المملكة المتحدة كما قدم الحدث التكريم للملكة إليزابيث الثانية. خدمة عام 2023 احتفلت بأولئك الذين يدعمون الرضع والأطفال الصغار والعائلات في المملكة المتحدة.
في مارس 2022 وسط الغزو الروسي لأوكرانيا قامت كاثرين وويليام بالتبرع لمساعدة اللاجئين. في فبراير 2023 قدموا تبرعا للجنة الطوارئ للكوارث التي كانت تساعد ضحايا زلزال تركيا-سوريا عام 2023. في مايو 2023 استضافت كاثرين أول نزهة للأطفال في معرض تشيلسي للزهور لطلاب عشر مدارس ابتدائية كانوا يشاركون في حملة الجمعية الملكية للبستنة.

### الدعوة للصحة العقلية

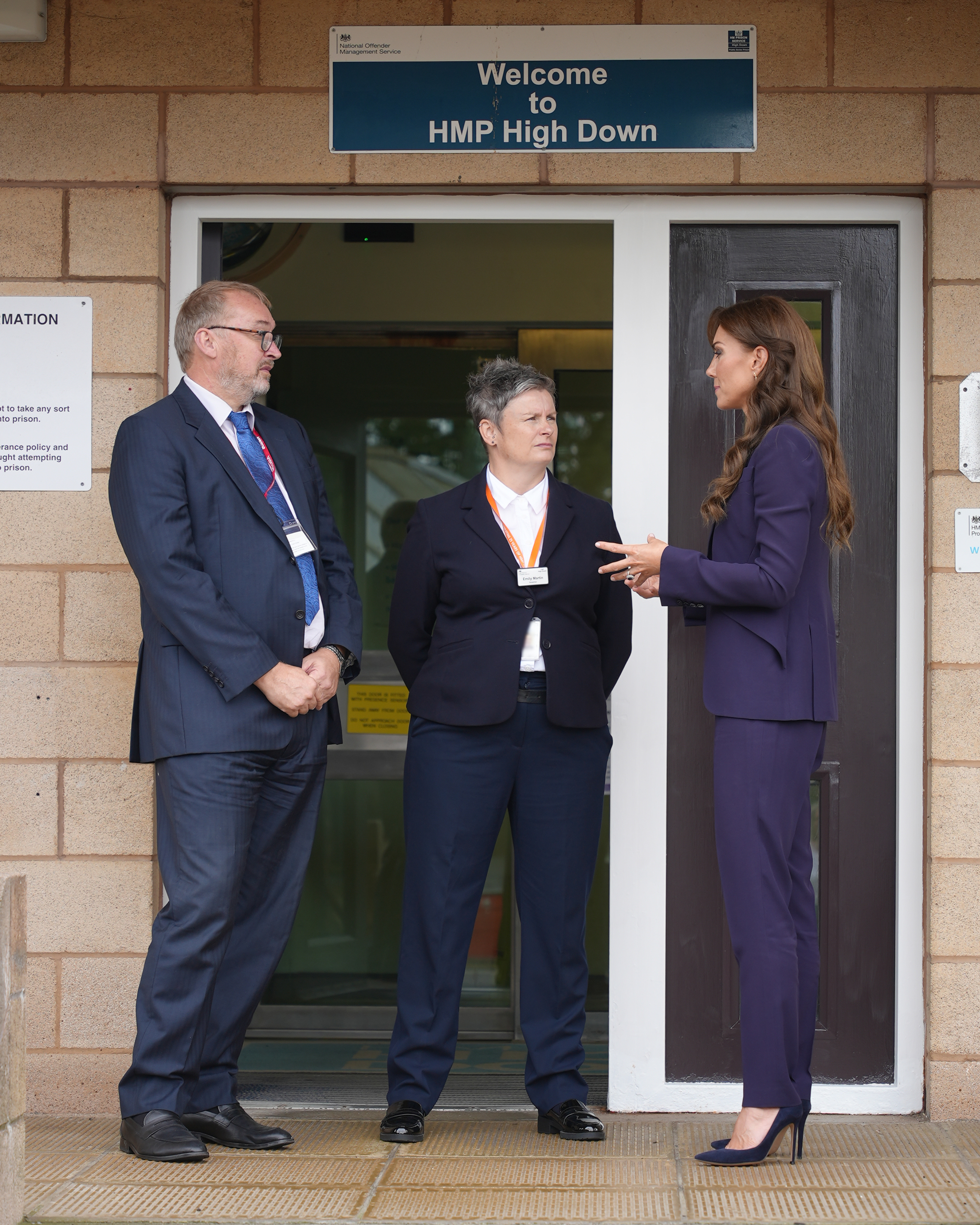
في سجن إتش إم هاي داون، سبتمبر 2023.

عالجت كاثرين القضايا المحيطة بالصحة العقلية والإعاقات وقد قامت في السابق بزيارات إلى الجمعيات الخيرية والمستشفيات مثل مستشفى سانت توماس ومعهد موريس وول لعلم الأعصاب السريري لقضاء بعض الوقت مع الأمهات والأطفال الذين يتعاملون مع هذه القضايا. كما كان لها الفضل في رفع الوعي الوطني بالصحة العقلية للأطفال. أشادت بينيتا ريفسون رئيسة Place2Be بعملها قائلة إنها "ستسلط الضوء على الصحة العقلية للأطفال" بينما وصفها بيتر فوناجي الرئيس التنفيذي لمركز آنا فرويد بأنها واحدة من أهم الشخصيات في هذا المجال وذكرت أنه "بالنسبة لملايين الأطفال الذين يعانون في صمت فهي صوتهم". تقديرا لعملهما مع الجمعيات الخيرية المعنية بالصحة العقلية للأطفال مُنحت كاثرين وويليام شارة بيتر الذهبية الزرقاء وهي جائزة مُنحت سابقا للملكة إليزابيث الثانية. لتشجيع الناس على الانفتاح بشأن قضايا الصحة العقلية أطلقت كاثرين وويليام وهاري حملة التوعية بالصحة العقلية "نتحدى معا" في أبريل 2016. كانت كاثرين قد تصورت الحملة لأول مرة في وقت سابق من ذلك العام. إن حملة "نتحدى معا" أدت إلى تحدث أكثر من مليون شخص علنا عن صحتهم العقلية واستثمار 3 ملايين جنيه إسترليني في ابتكارات الصحة العقلية. تحدثت لاحقا طوعا عن معاناتها كأم واعترفت بأنها عانت من "انعدام الثقة" و"مشاعر الجهل" خلال فترات زمنية معينة.
ناقشت كاثرين تجربتها مع "ذنب الأم" في الموازنة بين التزامات العمل والحياة ووصفت إحضار مولودها الجديد من المستشفى إلى المنزل لأول مرة بأنه "مرعب". كما سلطت الضوء على أهمية "البيت السعيد" و"البيئة الآمنة" للأطفال ووصفت "شغفها" بالهواء الطلق مشيرة إلى ذلك باعتباره أحد الأصول لبناء رفاهية الطفولة وأسس النمو. أطلقت موقع مدارس الصحة العقلية الذي يساعد الطلاب والموظفين في الوصول إلى "موارد موثوقة وعملية لتحسين الوعي والمعرفة والثقة في دعم الصحة العقلية للتلاميذ". وعقدت كاثرين جلسات للبرنامج في مؤتمر الصحة العقلية في التعليم عام 2019. بعد عامين من التطوير وصل إلى الموقع أكثر من 250.000 زائر للوصول إلى موارده. في فبراير 2016 سافرت إلى إدنبرة للترويج لعمل Place2Be وإطلاق أسبوع الصحة العقلية للأطفال الذي تحتفل به سنويا. قامت كاثرين بتحرير موقع هافينغتون بوست كجزء من حركة "عقول الشباب مهمة" وهي محاولة "لزيادة الوعي بقضايا صحة الأطفال العقلية".
في عام 2019 عملت كاثرين مع جمعية البستنة الملكية كواحدة من المصممين المشاركين في عرض حديقة في معرض تشيلسي للزهور. قامت بتصميم "حديقة العودة إلى الطبيعة" بالتعاون مع أندريه ديفيس وآدم وايت. تم الكشف عن الحديقة في معرض تشيلسي للزهور في مايو 2019 وتضمنت "منزل شجرة وشلال وكوخ ريفي ونار مخيم" بالإضافة إلى أجزاء أخرى بهدف التأكيد على "فوائد العالم الطبيعي للصحة العقلية والجسدية". تم توسيع الحديقة في وقت لاحق ونقلها إلى قصر هامبتون كورت كجزء من معرض قصر هامبتون كورت للزهور قبل أن يتم عرضها في مهرجان العودة إلى الطبيعة في حديقة الجمعية البستانية الملكية في ويسلي. تم بناء ملعب مستوحى من حديقة "العودة إلى الطبيعة" على ممتلكات ساندرنجهام في عام 2021.
في مايو 2019 كجزء من مبادرتهم "معا نتحدى" أطلقت كاثرين مع زوجها وأقاربهما خدمة "شوت" للرسائل النصية لأولئك الذين يعانون من مشاكل صحية عقلية. حتى نوفمبر 2020 ساهمت الخدمة في إجراء أكثر من نصف مليون محادثة. في أكتوبر 2019 شاركت كاثرين إلى جانب بعض أفراد العائلة الملكية الآخرين في تسجيل فيديو إعلان الخدمة العامة للصحة العامة في إنجلترا كجزء من برنامج "كل عقل يهم" الخاص بها. في مارس 2020 بدأت هي وويليام في دعم مبادرة جديدة للصحة العقلية من قبل الصحة العامة في إنجلترا خلال جائحة فيروس كورونا في المملكة المتحدة. في أبريل 2020 أعلن الثنائي عن مبادرة "أمام الخطوط الأمامية" التي تقدم الدعم الصحي العقلي للعاملين في خدمات الطوارئ الطبية. في مايو 2020 تم بث رسالة الثنائي المسجلة بمناسبة أسبوع التوعية بالصحة العقلية عبر جميع المحطات الإذاعية في المملكة المتحدة. في يونيو 2020 استضافت كاثرين جمعية عبر الإنترنت لـ 80 طالبا من المدارس الابتدائية في جميع أنحاء المملكة المتحدة مع التركيز على أهمية العناية بالنفس والتعبير عن المشاعر بصراحة.
في فبراير 2021 قامت كاثرين بتسجيل رسالة فيديو حول أهمية الصحة العقلية الإيجابية خلال جائحة الوباء. تم مشاهدة الفيديو من قبل أكثر من 3.5 مليون شخص. في مايو 2021 قام وليام وكاثرين بالإضافة إلى شخصيات بارزة أخرى بتسجيل "الدقيقة العقلية لعام 2021" وهي تسجيل دقيقة واحدة تم إنتاجها بواسطة راديوسنتر وسومثين إلس للاحتفال بأسبوع التوعية بالصحة العقلية لعام 2021. تم بث التسجيل عبر جميع محطات الراديو في المملكة المتحدة ووصل إلى أكثر من 20 مليون مستمع. في مايو 2022 قام الثنائي بتسجيل رسالة "الدقيقة العقلية" مرة أخرى والتي تم بثها على كل محطات الراديو في المملكة المتحدة في 13 مايو ودعت الناس لمساعدة الأفراد الذين يعانون من الوحدة من حولهم.
في فبراير 2022 قامت كاثرين بظهور مفاجئ في قصص النوم على سي بيبيز حيث قرأت قصة "البومة التي كانت تخاف من الظلام" لجيل توملنسون كجزء من ختام أسبوع صحة الطفل العقلية. في أكتوبر 2022 بمناسبة اليوم العالمي للصحة العقلية تولت هي وويليام إدارة برنامج نيوزبيت الإذاعي وأجرا مقابلات مع أربعة ضيوف حول مواضيع تتعلق بالصحة العقلية. في العام التالي شارك الثنائي في منتدى للشباب في برمنغهام إلى جانب بي بي سي راديو 1 وجمعية تسمى "ذا ميكس" والذي يحمل عنوان "استكشاف عوالمنا العاطفية" ويستمرون في العمل الدائم لتعزيز الصحة العقلية.

### السنوات الأولى ونمو الطفولة

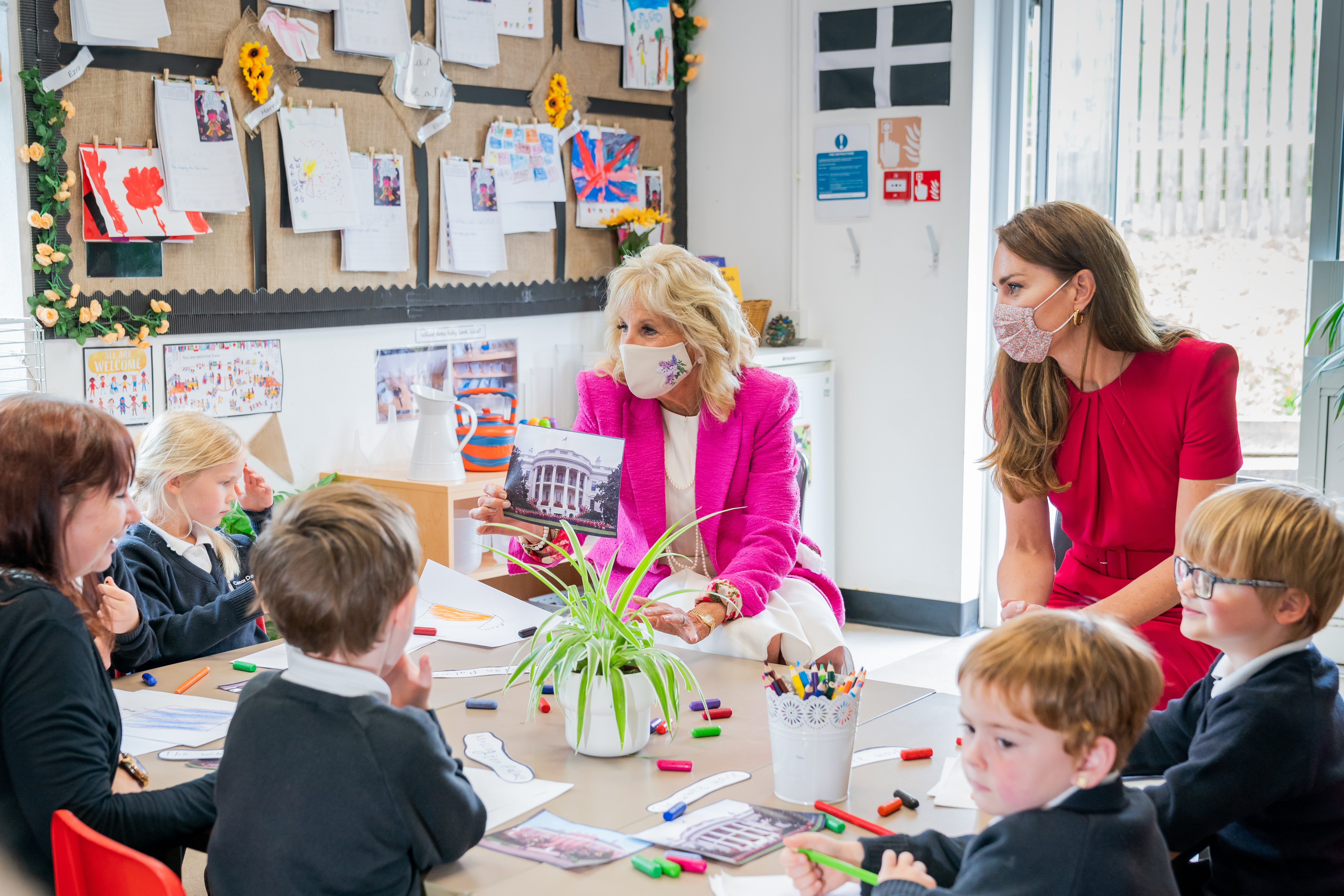
مع جيل بايدن في أكاديمية كونور داونز بكورنوال، يونيو 2021.

خلال السنوات الأولى لعملها الخيري أصبحت كاثرين مهتمة بالارتباط بين السنوات الخمس الأولى من الطفولة والظروف مثل الشرود والصحة العقلية والإدمان في الحياة لاحقا. في مارس 2018 استضافت ندوة مع الجمعية الملكية للطب مركزة على صحة الأطفال وأطلقت مبادرة الدعم للتدخل في السنوات الأولى. في مايو 2018 أنشأت مجموعة الإرشاد للسنوات الأولى. في يناير 2020 أطلقت كاثرين "خمسة أسئلة كبيرة حول الأقل من خمس سنوات" وهي استبيان وطني حول التنمية خلال السنوات الأولى. تم إجراء الاستبيان من قبل إيبسوس موري وشمل "بحثا نوعيا وإثنوغرافيا إضافيا" حول السنوات الأولى. تلقى الاستبيان أكثر من 500,000 استجابة. تم نشر نتائج الاستبيان في نوفمبر 2020. تسلط النتائج الضوء على خمسة مواضيع رئيسية تتعلق بالطفولة المبكرة بما في ذلك الصحة العقلية للوالدين وصحة المجتمع الأوسع والدعم. في يوليو 2020 قدمت الدعم والمساعدة في تطوير مبادرة "أشخاص صغار سعداء" التابعة للبي بي سي والتي توفر موارد رقمية مجانية للآباء والأمهات لديهم أطفال صغار. في أغسطس 2020 قادت حملة تبرع لصالح البنوك الخاصة بالأطفال الرضع في جميع أنحاء البلاد بما في ذلك ليتل فيليج والتي أثارت أكثر من 10,000 تبرع من ماركس أند سبنسر وتيسكو وجون لويس آند بارتنرز وسينسبري. في يونيو 2021 أطلقت كاثرين مركز مؤسسة الأميرية للطفولة المبكرة للقيام بأعمال وأبحاث وحملات مع منظمات أخرى حول قضايا تتعلق بالسنوات الأولى.
في فبراير 2022 زارت كاثرين الدنمارك نيابة عن مركز مؤسسة الأميرية للطفولة المبكرة. زارت جامعة كوبنهاغن والتقت بمسؤولين من مركز التدخل المبكر ودراسات الأسرة. زارت مدرسة ستينورتن الغابية للتعلم للتعرف على نهجهفي التعلم الذي يركز على التنمية الاجتماعية والعاطفية للطلاب بدلا من المهارات الأكاديمية. زارت أيضا مختبر ليغو في مؤسسة الجامعة في كوبنهاجن. في يونيو 2022 استضافت كاثرين أول جلسة نقاش مستديرة مع السياسيين حول تنمية الطفولة المبكرة. في يناير 2023 أطلقت كاثرين مبادرة "تشكيلنا" من خلال مركز مؤسسة الأميرية للطفولة المبكرة وهي حملة طويلة الأمد تهدف إلى زيادة الوعي بتنمية الطفولة المبكرة وأهميتها. في نوفمبر 2023 ألقت خطاب المفتاح في ندوة "تشكيلنا الوطنية" التي عقدت في متحف التصميم في لندن.

## الصورة العامة والأزياء
كاثرين المعروفة بأسلوبها في الأزياء تم وضعها في العديد من قوائم "الأفضل أناقة". تم تسمية الظاهرة المعروفة بـ "تأثير كيت ميدلتون" على الاتجاه الذي يتم فيه زيادة مبيعات منتجات وعلامات تجارية محددة بسببها.
في أعوام 2011 و 2012 و 2013 تم تصنيف كاثرين ضمن قائمة مجلة تايم لأكثر 100 شخصية مؤثرة في العالم. في عام 2014 تم تمجيدها كرمز ثقافي بريطاني حيث اعتبرها الشباب الأجانب من بين مجموعة من الأشخاص الذين يرتبطون بهم بشكل كبير بالثقافة البريطانية. تم أيضا تسميتها في قائمة قاعة المشاهير الدولية للأفضل أناقة في نفس العام. في ديسمبر 2022 تم اكتشاف أنها هي العضو الثاني الأكثر إعجابا في العائلة المالكة وفقا لشركة الإحصاء والاستطلاع يوجوف. في استطلاع للرأي أجرته إبسوس في أبريل 2023 اقترح أنها هي العضو الأكثر إعجابا. في عامي 2023 و 2024 تم تضمين كاثرين في "قائمة التأثير" لصحيفة ذي إندبندنت.
في حديثهم إلى تايمز في عيد ميلاد كاثرين الأربعين صرح مساعدوها بأنها لا تقبل "النصيحة على أساس العلاقات العامة" ولن "تفعل شيئا أبدا لأنها تعتقد أن وسائل الإعلام ستحبه". صرح جيمي لوثر-بينكرتون السكرتير الخاص السابق لكاثرين وويليام بأنها "تتمتع بموقف الملكة الأم القديم تقريبا تجاه الدراما - إنها لا تفعل ذلك".

## الخصوصية والإعلام
وفاة ديانا أميرة ويلز أثناء مطاردتها من قبل المصورين في أغسطس 1997 أثرت منذ ذلك الحين على موقف ابنها الأكبر ويليام تجاه وسائل الإعلام. لقد طلب ويليام وكاثرين في كثير من الأحيان احترام خصوصيتهما خارج أوقات العمل. بعد تخرجها من الجامعة واجهت ميدلتون اهتماما صحفيا واسع النطاق وغالبا ما تم تصويرها من قبل المصورين. في أكتوبر 2005 اشتكت من خلال محاميها من المضايقات من وسائل الإعلام قائلة إنها لم تفعل شيئا مهما لتبرير الدعاية واشتكت من تواجد المصورين بشكل دائم خارج شقتها. صرح السكرتير الصحفي الملكي السابق ديكي أربيتر أن معاملة الصحافة لها تشبه تجربة ديانا المضطربة في السنوات الأولى من زواجها. بين عامي 2005 و2006 تم اختراق هاتف ميدلتون 155 مرة وفقا للمحرر الملكي السابق لنيوز أوف ذه ورلد كلايف جودمان الذي كان متورطا في فضيحة قرصنة الهاتف من قبل الصحيفة التي استهدفت العائلة المالكة. في عام 2005 بعد أن طارد المصورون ميدلتون وهي في طريقها لإجراء مقابلة استشارها ويليام هي ووالدها وكتب رسالة قانونية إلى الصحف يطلب فيها احترام خصوصيتها. في أبريل 2006 أصدر محاموها تحذيرات جديدة لصحيفة ديلي ميل وديلي ستار وذا صن ووكالات الصور بيج بيكتشرز وماتريكس بعد أن نشروا صورا لميدلتون على متن حافلة أثناء رحلة تسوق.
زاد اهتمام وسائل الإعلام في وقت قريب من عيد ميلاد ميدلتون الخامس والعشرين في يناير 2007 حيث قام عشرون مصورا وخمسة أطقم تلفزيونية بتصويرها وهي تغادر للعمل. صدرت التحذيرات من قبل محاميي الأمير تشارلز والأمير ويليام وميدلتون الذين هددوا باتخاذ إجراءات قانونية. قررت مجموعتان صحفيتان: نيوز إنترناشيونال التي تنشر ذا تايمز وذا صن ومجموعة الجارديان الإعلامية ناشري صحيفة الغارديان الامتناع عن نشر صور المصورين لميدلتون لكنهم استمروا في استخدام صورها في المناسبات العامة. وفي مارس 2007 قدم محاموها شكوى رسمية إلى لجنة الشكاوى الصحفية بشأن صورة نشرتها صحيفة ديلي ميرور تم التقاطها نتيجة للمضايقات. في أبريل 2007 توصلت ميدلتون إلى تسوية مع ديلي ميرور أعقبها تحذير من لجنة شكاوى الصحافة بشأن معاملة الصحافة لها. في يوليو 2007 ذكر أعضاء البرلمان في لجنة الثقافة والإعلام والرياضة في تقرير حول تنظيم الصحافة أن ميدلتون كان ضحية "مضايقات واضحة ومستمرة" من قبل المصورين وانتقدوا عدم تدخل لجنة شكاوى الصحافة التي عممت خطابا من محاميها بشأن قضية التحرش الصحفي لكنها قالت إن محاميها لم يطلبوا منهم التصرف بشكل مباشر.
في عام 2010 رفعت ميدلتون دعوى انتهاك الخصوصية ضد وكالتين والمصور نيراج تانا الذي التقط صورا لها وهي تلعب التنس خلال عيد الميلاد عام 2009 أثناء إجازتها في كورنوال. حصلت على تعويض قدره 5000 جنيه إسترليني وتكاليف قانونية واعتذار من وكالة الصحافة الفوتوغرافية ميزات ريكس المحدودة وأعلنت أنه سيتم التبرع بالمال للجمعيات الخيرية. في عام 2011 ذكر المقربون من جوناثان ريس وهو محقق خاص مرتبط بقضية تجسس نيوز أوف ذه ورلد على الهواتف أنه استهدف كاثرين خلال فترة عملها كصديقة ويليام.
في مايو 2011 اشتكت عائلة ميدلتون إلى لجنة شكاوى الصحافة بعد نشر صور لكاثرين وشقيقتها ووالدتهما بالبكيني أثناء إجازتهما في عام 2006 على متن يخت قبالة إيبيزا في ذا ميل أون صنداي وديلي ميل ونيوز أو ذا وورلد وديلي ميرور. وأظهرت إحدى الصور شقيقة كاثرين عارية الصدر مما دفع الأسرة إلى تقديم شكوى بشأن انتهاك الصحف لقواعد ممارسة المحررين من خلال انتهاك خصوصيتهم. في سبتمبر 2011 وافقت كل من ديلي ميل وذا ميل أون صنداي وديلي ميرور على إزالة الصور من موقعهم على الإنترنت وعدم نشرها مرة أخرى بعد التوصل إلى اتفاق تم التفاوض عليه من قبل لجنة شكاوى الصحافة.
في سبتمبر 2012 نشرت الطبعة الفرنسية من مجلة كلوزر ومجلة القيل والقال الإيطالية تشي صورا لكاثرين وهي تأخذ حمامات شمسية عاريات الصدر أثناء إجازتها في قصر دوتيت (قصر خاص على مساحة 260 هكتارا على بعد 71 كم شمال آكس أون بروفانس). ويعتقد محللون من صحيفة التايمز أن الصور التقطت من طريق D22 (فوكلوز) على بعد نصف كيلومتر من المسبح - وهي مسافة تتطلب عدسة مقاس 800 ملم أو 1000 ملم. في 17 سبتمبر 2012 قدم ويليام وكاثرين شكوى جنائية إلى النيابة العامة الفرنسية وأطلقا دعوى للحصول على تعويضات مدنية في المحكمة الابتدائية الكبرى في نانتير. في اليوم التالي أصدرت المحاكم أمرا قضائيا ضد كلوزر بحظر المزيد من نشر الصور وأعلنت عن فتح تحقيق جنائي. بموجب القانون الفرنسي لا يمكن منح تعويضات عقابية لكن التدخل في الخصوصية يعد جريمة جنائية يعاقب عليها بالسجن لمدة أقصاها سنة واحدة وغرامة تصل إلى 45000 يورو للأفراد و225000 يورو للشركات. في سبتمبر 2017 تم تغريم كلوزر مبلغ 100 ألف يورو كما تم تغريم كل من محررها لورانس بيو ومالكها إرنستو موري مبلغ 45 ألف يورو.
في ديسمبر 2012 اتصل اثنان من مذيعي الراديو الأستراليين مايكل كريستيان وميل كريغ بمستشفى الملك إدوارد السابع حيث كانت كاثرين مريضة داخلية بسبب التقيؤ الحملي. تظاهر كريغ وكريستيان بأنهما الملكة إليزابيث الثانية والأمير تشارلز وتحدثا إلى ممرضة في جناح كاثرين للاستفسار عن حالتها. وبعد تحقيق في المستشفى ورد فعل شعبي ضد الخدعة انتحرت جاسينثا سالدانها الممرضة التي أرسلت المكالمة إلى الجناح. وبعد ذلك اعتذر مقدمو البرامج الإذاعية عن أفعالهم.
في فبراير 2013 نشرت تشي الصور الأولى لبطن كاثرين المكشوف والتي تم التقاطها أثناء إجازتها في جزيرة موستيك الخاصة.
رفضت الصحافة البريطانية نشر صور المصورين. وبينما كانت كاثرين تزور الجبال الزرقاء في سيدني تم التقاط صورة لمؤخرتها العارية عندما تطاير فستانها. نشرت العديد من الصحف خارج المملكة المتحدة الصورة. في أكتوبر 2014 أرسلت كاثرين وويليام خطابا قانونيا إلى مصور مستقل وضع ابنهما جورج ومربيته "تحت المراقبة" يطلبان منه التوقف عن "مضايقتهما ومتابعتهما". في 14 أغسطس 2015 نشر قصر كنسينغتون في لندن رسالة توضح بالتفصيل ما وصفه بالجهود "الخطيرة" والمتطفلة التي تبذلها وسائل الإعلام للحصول على صور مصورين للأمير جورج والأميرة شارلوت. كتب جيسون كناوف سكرتير الاتصالات في كامبريدج الرسالة إلى منظمات معايير الإعلام في مختلف البلدان.
في مارس 2019 أدخلت العائلة المالكة قواعد جديدة للمتابعين الذين يعلقون على حساباتها الرسمية على وسائل التواصل الاجتماعي ردا على الإساءات عبر الإنترنت التي استهدفت كاثرين وسلفتها ميغان. في مايو 2020 قال قصر كنسينغتون في لندن إن قصة غلاف مجلة تاتلر التي تحمل عنوان "كاثرين العظيمة" تحتوي على "مجموعة كبيرة من المعلومات غير الدقيقة والتحريفات الكاذبة". وعلى الرغم من تصريح القصر بأن معظم المادة لم يتم تسليمها لهم قبل النشر إلا أن رئيس تحرير المجلة أعلن أنه سيقف وراء القصة حيث كان القصر على علم بها منذ أشهر. في سبتمبر 2020 وبعد ضغوط من محامي الزوجين أزالت المجلة الملاحظات المتعلقة بأسرة كاثرين وادعاءات أخرى مماثلة من النسخة الإلكترونية للقصة.

### جدل التصوير
في مارس 2024 انسحبت وكالات أسوشيتد برس ووكالة فرانس برس ورويترز وصور غيتي من نشر صورة يوم الأم لكاثرين وأطفالها المنسوبة إلى زوجها ومرفقة برسالة شخصية منها. تم إصدار الصورة من قبل قصر كنسينغتون في لندن وكانت أول صورة رسمية لكاثرين يتم إصدارها منذ الجراحة التي أجريت لها في يناير 2024 على الرغم من وجود صورة غير مصرح بها من قبل تي ام زي تم إصدارها خارج المملكة المتحدة في فبراير من ذلك العام. وأوضحت وكالة أسوشيتد برس في وقت لاحق أنهم أصدروا "أمر قتل" بسبب مخاوف بشأن التغيير الرقمي للصورة من مصدرها. وقالت وكالة فرانس برس إنها سحبت الصورة بسبب "مشكلة تحريرية" في حين قالت وكالة أسوشيتد برس ورويترز إن كم الأميرة شارلوت هو المنطقة التي يبدو أنها تم التلاعب بها وقالت وكالة أسوشيتد برس أيضا إن هناك "عدم اتساق في المحاذاة" من يدها. في اليوم التالي في رسالة نشرها قصر كنسينغتون في لندن اعتذرت كاثرين عن أي ارتباك حدث واعترفت بتحرير الصورة العائلية التي تمت مشاركتها علنا.

## الألقاب والأوسمة

### الألقاب والأنماط
عند زواجها في أبريل 2011 أصبحت كاثرين تلقائيا أميرة المملكة المتحدة وحصلت على لقب صاحب السمو الملكي وألقاب دوقة كامبريدج وكونتيسة ستراثيرن والبارونة كاريكفرجس. كانت تُعرف عادة باسم "صاحبة السمو الملكي دوقة كامبريدج" باستثناء اسكتلندا حيث كانت تُدعى بدلا من ذلك "صاحبة السمو الملكي كونتيسة ستراثيرن".
عند تولي والد زوجها العرش في 8 سبتمبر 2022 أصبحت كاثرين أيضا دوقة كورنوال ودوقة روثساي. وهكذا حملت لفترة وجيزة لقب "صاحبة السمو الملكي دوقة كورنوال وكامبريدج". في 9 سبتمبر 2022 أعلن الملك تعيين ويليام أميرا لويلز وإيرل تشيستر وبذلك جعل كاثرين أميرة ويلز وكونتيسة تشيستر. عُرفت منذ ذلك الحين باسم "صاحبة السمو الملكي أميرة ويلز" و"صاحبة السمو الملكي دوقة روثيساي" في اسكتلندا.

### مرتبة الشرف
كاثرين هي سيدة الصليب الأكبر من النظام الملكي الفيكتوري وحاصلة على وسام العائلة الملكية للملكة إليزابيث الثانية.

## الأسلاف

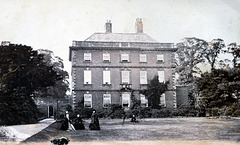
عاشت أربعة أجيال متتالية من أسلاف كاثرين في بوترنيوتون هول إستيت، بالقرب من ليدز.

والد أميرة ويلز هو مايكل فرانسيس ميدلتون ابن الكابتن بيتر فرانسيس ميدلتون الذين كانوا مع أسلافهم من ليدز غرب يوركشاير. يصف روبرت لاسي عائلة مايكل ميدلتون بأن لها علاقات أرستقراطية مع فلورنسا والبارونة إيرديل هي قريبته البعيدة. نشأت كل من جدة كاثرين الكبرى لأب أوليف كريستيانا ميدلتون (سابقا لابتون) وابنة عمها الأول البارونة فون شونك (سابقا كيت لابتون) في ملكية بوترنيوتون مقر عائلة لابتون الذين يوصفون بأنهم طبقة النبلاء. وعلى هذا النحو تمت دعوتهم إلى تتويج الملك جورج الخامس والملكة ماري في عام 1911. عاشت أربعة أجيال متتالية من أسلاف كاثرين في ملكية بوترنيوتون: جدة كاثرين الكبرى أوليف ميدلتون ووالدها السياسي فرانسيس مارتينو لوبتون ووالدته المعلمة فرانسيس إليزابيث لوبتون ووالدها عالم الأوبئة والجراح توماس مايكل غرينهاو.
كان أسلاف كاثرين من جهة الأم آل هاريسون من عمال المناجم من الطبقة العاملة من سندرلاند ومقاطعة دورهام. أسلافها من خلال خط أمها هم السير توماس كونيرز البارون التاسع الذي كان من نسل إدوارد الرابع من خلال ابنته غير الشرعية إليزابيث بلانتاجنيت. ومن بين أسلاف الأب الآخرين السير توماس فيرفاكس وزوجته آن جاسكوين التي كانت من نسل إدوارد الثالث.

## روابط خارجية
- كاثرين أميرة ويلز على موقع IMDb (الإنجليزية)
- كاثرين أميرة ويلز على موقع الموسوعة البريطانية (الإنجليزية)
- كاثرين أميرة ويلز على موقع مونزينجر (الألمانية)
- كاثرين أميرة ويلز على موقع إن إن دي بي (الإنجليزية)
- كاثرين أميرة ويلز على موقع قاعدة بيانات الفيلم (الإنجليزية)